# Stigmata (группа)
«Stigmata» — российская металкор-группа, образованная в 2000 году в городе Санкт-Петербург.
На данный момент выпустила шесть студийных альбомов, один EP и два концертных DVD. Последний полноформатный альбом, Mainstream?, вышел 1 ноября 2017 года.

## История

### Становление группы, период альтернативного метала (2003—2006)
Группа начала свою музыкальную деятельность в 2000 году, не имея названия. В 2003 году Денис Киченко нашёл слово «Stigmata».

Денис:
Я и понятия не имел, что это значит, я просто нашёл слово, которое мне понравилось: оно было максимально благозвучно, легко запоминалось, хорошо выговаривалось, и там впереди была буква «S», из которой вырисовывался красивый логотип.

Тарас:
Всегда забавляло общаться с журналистами, которые до сих пор считают, что название нашей группы несёт в себе что-то религиозное.
В 2003 году Stigmata дала первый концерт в клубе «Полигон», где в то время начинало свою музыкальную карьеру большинство групп Санкт-Петербурга. Вскоре группу покинул первый вокалист Артур Мальцев, на смену ему пришёл Артём «Nel’son» Лоцких из группы Геном. Немного позже из группы ушёл гитарист Игорь Капранов, ставший вокалистом Amatory.
В 2004 году на альтернативном лейбле Капкан Records вышел первый альбом Stigmata под названием Конвейер снов. За первые 6 месяцев после выхода дебютного альбома группа дала 15 концертов в различных городах, в том числе выступила на фестивале ISTHMUS совместно с группой НАИВ.
В июле 2005 года группа приступила к записи своего второго альбома Больше чем любовь, который вышел 1 сентября 2005 года.
В январе 2006 года вышел первый концертный DVD группы Pieces of Life, включающий в себя запись концерта из 17 песен, интервью со всеми участниками группы и различные «закулисные» съёмки.
В феврале 2006 года группу покинул барабанщик Никита Игнатьев, его место занял Филипп «Phil» Терпецкий (экс-Perimeter, Schizophrenia). В это же время к группе присоединился второй гитарист — Андрей «Duke» Анисимов.

### StigmataиAcoustic & Drive(2006—2008)
В декабре 2006 года Stigmata выпустила сингл и клип на песню «Лёд», которая выиграла в ежегодной премии «St. Petersburg Alternative Music Awards 2007» в номинации «Песня года».
В марте-апреле 2007 года Stigmata отыграла свой первый большой тур «Road to Your Hearts Tour» из 22 городов России, Украины, Беларуси, Эстонии и Молдовы.
В 2007 году группа выступила на разогреве на концертах Killswitch Engage и Caliban. Летом Stigmata разделила сцену рок-фестиваля «Крылья» с такими исполнителями, как Алиса, Pleymo и Natalie Imbruglia.
В преддверии нового альбома Stigmata выпустила сингл «Сентябрь» и клип на данную песню. Песня стала хитом и визитной карточкой группы, а впоследствии также превратилась в интернет-мем «Сентябрь горит», неразрывно связанный с субкультурой эмо и ностальгическим мемом «Верни мне мой 2007».

Спустя десятилетие в интервью музыканты Stigmata отмечали:
«Действительно, наверное эта песня стала для определенной прослойки молодых людей культовой. Хотя конечно, когда она появилась, никто и подумать не мог о таком ломовейшем успехе».
Осенью 2007 года Stigmata подписала контракт с крупнейшим лейблом рок-музыки в России «Navigator Records», на котором выпустила свой одноимённый альбом Stigmata. Альбом разошёлся большим тиражом, собрав максимум положительных отзывов и рекордное количество скачиваний в Интернете. В поддержку альбома группа отыграла масштабный (более 60 городов) тур «На крыльях ветров» по городам России, Украины, Беларуси, Эстонии и Латвии.
Зимой произошла смена барабанщика, новым участником стал Фёдор «Feud’or» Локшин из группы Rashamba.
В начале 2008 года прошёл ещё более масштабный тур «Stigmata: Acoustic & Drive Tour», который охватил 30 городов России, Украины и Беларуси. В рамках этого тура был дан концерт в клубе «Порт» в Санкт-Петербурге, который был отснят и выпущен в сентябре того же года в качестве нового концертного DVD Acoustic & Drive. В поддержку DVD группа отправилась в тур на 40 городов России, Украины и Беларуси в сентябре-ноябре 2008 года.

### Мой путь(2009—2010)
В январе 2009 группа выпустила сингл «Взлёт и падение», в поддержку которого  в феврале-апреле 2009 отыграла одноимённый тур по 17 городам России, Украины и Беларуси. Клип на заглавную песню сингла вышел 23 февраля 2009 года, позже вышла вторая версия клипа.
В июне-июле 2009 года Stigmata дала сольные концерты с Москве, Санкт-Петербурге, Риге и Таллинне, а также отыграла на фестивале «Нашествие». Летом группу покинул гитарист Андрей Анисимов, его место занял Артём «Ёж» Теплинский из Horizon 8.
13 сентября 2009 года в ГлавClub’е состоялась презентация четвёртого студийного альбома группы, Мой путь, и премьера клипа на заглавную песню. Песни с альбома по одной выкладывались для свободного скачивания самой группой в интернет в течение полугода. Полностью альбом стал доступен 1 февраля 2010 года, эта же дата значится датой релиза на всех стриминговых сервисах. В поддержку альбома группа отыграла «СТОП! СНЯТО! Тур 2008» по 44 городам России и Украины в августе-декабре 2009 года.
С 29 января по 28 февраля 2010 прошёл конкурс на лучшее фан-видео на песню «В отражении глаз». Победитель был объявлен 1 марта 2010 года, его видео было выложено на официальный YouTube-канал группы.
С марта по апрель 2010 года группа находилась в туре «Твой выбор». Сет-лист концертов формировался на основе голосования посетителей официального сайта группы. На концертах в Нижнем Новгороде, Москве и Санкт-Петербурге состоялись премьерные показы клипа на песню «Танцуй». Интернет-премьера состоялась на день позже, 8 марта. Концерт в московском клубе «Б2» 9 марта 2010 года был записан для программы «Парный прогон» канала A-One и показан в его эфире 16 марта.
Весной 2010 года песня «Сентябрь» получила широкую ротацию в эфире «Радио Maximum».
В начале июня 2010 года в Санкт-Петербурге и Москве прошёл фестиваль «Stars Fucktory», где группы Stigmata, Amatory, Tracktor Bowling и The Korea отыграли на одной сцене.
Летом 2010 группа приняла участие в нескольких фестивалях, таких как «Нашествие», «Окна открой!», «Соседний мир», а также выступила на разогреве у Bullet for My Valentine. Во время фестиваля «Соседний мир» группа сняла клип на акустическую версию песни «Весна».
С 3 сентября по 12 декабря 2010 года группа отыграла тур «Cover Show + The Best Of», состоявший из песен, оказавших влияние на формирование их музыкальных взглядов, и композиций, которые музыканты назвали в числе своих самых любимых. В течение тура группа посетила около 50 городов, включая Сибирь, Дальний Восток, Украину и Беларусь.
13 сентября 2010 года Stigmata выступила на разогреве Ozzy Osbourne на его концерте в Москве.

### Основано на реальных событияхиLegion(2011—2015)
3 и 7 января 2011 года Stigmata приняла участие в фестивале «Восстание ёлочных игрушек», где выступила с группами Jane Air, The Korea, Слот, Океан Моей Надежды и Amber and Ashes.
Летом 2011 года группа отыграла на фестивалях «Нашествие», «Kubana», «Соседний мир» и «Руйнація».
30 июня 2011 года группа выступила на разогреве Slipknot на их концерте в Ледовом дворце в Санкт-Петербурге.
В 2011 году группу покинул барабанщик Фёдор Локшин, на смену ему пришёл Владимир Зиновьев (Neversmile, Noize MC).
В октябре 2011 года группа выпустила 2 сингла — «Камикадзе» и «До девятой ступени». 16 марта 2011 был выпущен клип «До девятой ступени». 15 октября 2011 года вышел клип на песню «Время».
С октября 2011 по апрель 2012 группа находилась в туре из 37 городов России, Украины и Беларуси с новой концертной программой.
23 августа 2012 года Stigmata выступила в качестве специальных гостей на концерте группы Korn в Санкт-Петербурге.
17 сентября 2012 года на лейбле Никитин был выпущен пятый студийный альбом Stigmata - Основано на реальных событиях. Над альбомом Stigmata работала вместе с финским продюсером и звукорежиссёром Ансси Киппо (Children of Bodom). В поддержку альбома группа отыграла тур из 45 городов в октябре-декабре 2012 года.
Летом 2013 года Stigmata приняла участие в фестивалях «Окна открой!», «Доброфест», «Тарас Бульба».
С сентября 2013 по февраль 2014 года группа отыграла тур «STIGMATA XIII», посвященный 13-летию группы с момента неофициального основания. Фанатам группы предлагалось самим выбрать трек-лист концертов тура посредством голосования. Тур охватил 41 город России, Украины и Беларуси. 19 октября 2013 в поддержку тура был выпущено видео под названием «13».
В начале марта 2014 года Stigmata дала 2 акустических концерта в Санкт-Петербурге и Москве.
Летом 2014 года Stigmata отыграла на фестивалях «Hard Rock Moscow», «Мото-Малоярославец 2014», «Доброфест», «Окна открой!» и «Мост» (Минск); летом 2015 - «Мост» (Архангельск), «Воздух Карелии» (Петрозаводск) и «Бухта радости» (Тольятти).
В сентябре-декабре 2015 года группа отыграла большой тур по России и Беларуси (27 городов) - «Legion Tour» в поддержку мини-альбома Legion, который группа издала независимо 6 октября 2015 года.

### Mainstream?(2016—2018)
Летом 2016 года Stigmata приняла участие в фестивалях «Доброфест» и «Чернозем». 21 июля 2016 года на московском выступлении в Порту на ВДНХ был представлен новый трек «Цунами», который вышел 9 марта 2017 года на лейбле М2БА в качестве главного сингла к предстоящему альбому. 10 марта 2017 на «Цунами» выходит клип.
10 февраля 2017 Stigmata объявила об уходе гитариста Артема Теплинского, его место занял Дмитрий Кожуро из группы Naily.
В апреле 2017 группа отыграла юбилейный тур по России под названием «Сентябрь горит 10 лет», включавший 6 городов. 8 июля 2017 года Stigmata отыграла на фестивале «Нашествие».
1 ноября 2017 года на лейбле М2БА вышел шестой студийный альбом группы, Mainstream?, с презентацией которого Stigmata отправилась в концертный тур на 20 городов. В 2018 году альбом Mainstream? был переиздан на латвийском лейбле Sliptrick Records. В поддержку альбома с ноября 2017 по май 2018 года группа отыграла тур по 31 городу России и Беларуси.
Летом 2018 года группа выступила на «Нашествии», «Доброфесте» и фестивале «Живой!», а осенью анонсировала тур под названием «Твой Выбор 2018», сет-лист которого путем голосования могли создать сами фанаты Stigmata. Тур начался 3 ноября в Твери и закончился 29 декабря в Серпухове, охватив 18 городов.

### Калейдоскоп, внеальбомные синглы и смены состава (2019—настоящее время)
28 мая 2019 года вышел внеальбомный сингл «Фараоны», а также клип на эту песню.
5 июля 2019 года на лейбле M2BA группа выпустила альбом-компиляцию акустических версий ранее выпущенных версий Калейдоскоп, в поддержку которого в 2019 году дала концерты в Москве, Санкт-Петербурге и Минске. Летом 2019 Stigmata выступила на таких фестивалях как «Нашествие», «Улетай» и «Живой!».
В 2020 году группу покинул барабанщик Владимир Зиновьев, на смену которому пришёл Алекс Хорошевский.
13 марта 2020 года на лейбле М2БА вышел сингл Stigmata «Поколение Z». Группа анонсировала мартовские концерты в Москве и Санкт-Петербурге, но из-за пандемии коронавируса их пришлось перенести на ноябрь 2020 года.
22 августа 2020 на Улетай Фесте Дениса Киченко и Дмитрия Кожуро заменили сессионный бассист Валерий «Wally» Юшкевич из 5diez и бывший участник группы Артём Теплинский, который в дальнейшем заменил Кожуро на сентябрьских фестивалях «Классная Площадь», «Полигон Фест», «Окна открой» и на сольных концертах «Вечно 17» в Москве и Санкт-Петербурге. Последние стали поводом для освещения группы в российских государственных СМИ вследствие вопросов по соблюдению социального дистанцирования между зрителями в период пандемии COVID-19. Теплинский продолжил играть в составе Stigmata до конца 2022 года.
В 2021 году Stigmata приняла участие в «GIGANT Fest»; в 2022 - в фестивалях «Полигон Фест», «Доброфест», «Улетай», «Логовушка» (Курган), «Музыка свободы» (Екатеринбург).
В 2022 году Алекс Хорошевский покинул Stigmata, на его место пришёл барабанщик Григорий «Грэгор» Карпов из #####.
16 декабря 2022 года на лейбле Gentlepunks вышел сингл Stigmata «Полюса».
В январе 2023 группа отыграла на «Полигон Фесте» и «ROSAFEST» (Роза Хутор), в марте дала сольные концерты в Москве, Санкт-Петербурге, Нижнем Новгороде и Казани.
9 июня 2023 года вышел сингл «В океане костей». 4 августа 2023 года вышел совместный с Neverlove трек «Антигерой».
Летом 2023 года группы сыграла на фестивалях «Улетай», «Roof Fest» (Санкт-Петербург), «ПЛЯЖ» (Челябинск), «Дикая Мята» (Тульская область), «Кардиограмма» (Екатеринбург) и «Ветер Сибири» (Новосибирск). 2 сентября 2023 года состоялся первый ежегодный «Сентябрь горит фест» в московском клубе PRAVDA. В сентябре-декабре 2023 года группа отыграла масштабный тур из 42 городов.
2 февраля 2024 года в поддержку игры World of Warships от Lesta Games вышел сингл и клип «Море и корабли». Премьера клипа состоялась на официальном канале игры.
5 июля 2024 года вышел сингл «Синдром самозванца». Летом 2024 года группа отыграла несколько сольных акустических концертов в Москве и Санкт-Петербурге, а также приняла участие в таких фестивалях как «Живой», «HOST BIKE FEST» (Токсово), «ПЛЯЖ» (Челябинск) и «Смысл» (Нижний Новгород).

## Состав

### Текущий состав
- Тарас Уманский — ритм-гитара, бэк-вокал, программирование (2000—настоящее время), соло-гитара (2004—2006, с 2023)
- Денис Киченко — бас-гитара (2000—настоящее время)
- Артём «Nel’son» Лоцких — вокал (2003—настоящее время)
- Григорий «Грэгор» Карпов — ударные (2022—настоящее время)

### Бывшие участники
- Артур Мальцев — вокал (2000—2003)
- Игорь «Igor» Капранов — соло-гитара (2000—2004)
- Никита «Nick» Игнатьев — барабаны (2000—2006)
- Сергей «Винт» Айгоров — ритм-гитара (2005)
- Филипп «Phil» Терпецкий — барабаны (2006—2007)
- Андрей «Duke» Анисимов — соло-гитара (2006—2009)
- Фёдор «Feud’or» Локшин — барабаны (2007—2011)
- Дмитрий «Mitjay» Кожуро — соло-гитара, программирование (2017—2020)
- Владимир Зиновьев — ударные (2011—2020)
- Александр Хорошевский — ударные (2020—2022)
- Артём «Ёж» Теплинский — соло-гитара, программирование (2009—2017, 2020—2022)

## Дискография
| Студийные альбомы - 2004 — Конвейер снов (переиздан в 2005) - 2005 — Больше чем любовь - 2007 — Stigmata - 2010 — Мой путь - 2012 — Основано на реальных событиях - 2017 — Mainstream? Другие релизы - 2015 — Legion (EP) - 2019 — Калейдоскоп (акустический альбом-компиляция) Синглы - 2006 — «Лёд» - 2007 — «Сентябрь» - 2009 — «Взлёт и падение» - 2011 — «Камикадзе» - 2011 — «До девятой ступени» - 2017 — «Цунами» - 2017 — «Кобра» (радиосингл) - 2017 — «Против правил» (радиосингл) - 2019 — «Фараоны» - 2020 — «Поколение Z» - 2022 — «Полюса» - 2023 — «В океане костей» - 2024 — «Море и корабли» - 2024 — «Синдром самозванца» - 2025 - «Конструктор красного цвета» Гостевое участие - 2009 — Ad Astra — «Война в себе» (feat. Nel'son) - 2019 — Гарри Топор — «Мама запрещает» (feat. Big Russian Boss & Stigmata) - 2020 — Гарри Топор — «Почва (Live Reboot)» (feat. Stigmata) - 2020 — Ауткаст — «Навсегда» (feat. Nel'son) - 2022 — AGRESSIFUL — «Радиовойна» (feat. Nel'son) - 2023 — Neverlove — «Антигерой» (feat. Stigmata) - 2025 — Мегамозг — «Призраки» (feat. Stigmata) | Клипы - 2006 — «Лёд» - 2007 — «Сентябрь» - 2008 — «Крылья» - 2009 — «Взлёт и падение» - 2009 — «Взлёт и падение» (Happy end-версия) - 2009 — «Мой путь» - 2010 — «Танцуй» - 2010 — «Весна» - 2012 — «До девятой ступени» - 2012 — «Время» - 2017 — «Цунами» - 2017 — «Кобра» - 2018 — «Восток» (feat. Гарри Топор) - 2019 — «Фараоны» - 2019 — «Истории» - 2024 — «Море и корабли» Концертные альбомы/DVD - 2006 — Pieces of Life - 2008 — Acoustic & Drive |

## Концертная деятельность

### Хэдлайн-туры
- Road to Your Hearts Tour (март-апрель 2007)
- На крыльях ветров (октябрь-декабрь 2007)
- Acoustic & Drive Tour (февраль-июнь 2008)
- Стоп! Снято! Тур / Презентация DVD Acoustic & Drive (август-ноябрь 2008)
- Взлёт и падение (февраль-апрель 2009)
- Твой выбор-2010 (март-апрель 2010)
- Cover Show + The Best Of (сентябрь-декабрь 2010)
- Новая концертная программа (октябрь 2011 - апрель 2012)
- Презентация нового альбома Основано на реальных событиях (октябрь-декабрь 2012)
- Stigmata XIII (сентябрь 2013 - февраль 2014)
- Legion Tour (сентябрь-декабрь 2015)
- Сентябрь горит 10 лет (апрель 2017)
- Mainstream? Tour (ноябрь 2017 - май 2018)
- Твой Выбор-2018 (ноябрь-декабрь 2018)
- STIGMATA тур (сентябрь-декабрь 2023)
- Сентябрь горит тур  (сентябрь 2024)

## Награды и номинации
| Год  | Номинируемая работа    | Категория                                                 | Результат |
| ---- | ---------------------- | --------------------------------------------------------- | --------- |
| 2007 | Лёд (сингл)            | Песня года - St. Petersburg Alternative Music Awards 2007 | Победа    |
| 2008 | Крылья (клип)          | Клип года - RAMP 2008                                     | Номинация |
| 2008 | Крылья (песня)         | Хит года - RAMP 2008                                      | Номинация |
| 2008 | Stigmata (группа)      | Группа года - RAMP 2008                                   | Номинация |
| 2008 | Stigmata (группа)      | Лучшая группа - Альтернативная премия FUZZ                | Номинация |
| 2010 | Stigmata (группа)      | Группа года - RAMP 2009                                   | Номинация |
| 2010 | Взлет и падение (клип) | Клип года - RAMP 2009                                     | Номинация |